# Ulrich Mehler
Ulrich Mehler (* 1941 in Mülheim an der Ruhr; † 2019 in Borkum) war ein deutscher germanistischer Mediävist.

## Leben und Werk
Er studierte Germanistik, Musikwissenschaft, mittellateinische Philologie und Theaterwissenschaft. Nach der Promotion (Dicere und cantare. Zur musikalischen Terminologie und Aufführungspraxis des mittelalterlichen geistlichen Dramas in Deutschland) 1980 in Köln und der Habilitation 1989 ebenda (Marienklagen im spätmittelalterlichen und frühneuzeitlichen Deutschland. Textversikel und Melodietyp) lehrte er an der Universität zu Köln als außerplanmäßiger Professor für ältere deutsche Sprache und Literatur.
Seine Forschungsgebiete waren die Aufführungspraxis mittelalterlicher Literatur und Theorie und Praxis des Erzählens.

## Schriften (Auswahl)
- Dicere und cantare. Zur musikalischen Terminologie und Aufführungspraxis des mittelalterlichen geistlichen Dramas in Deutschland. Regensburg 1981, ISBN 3-7649-2252-4.
- Marienklagen im spätmittelalterlichen und frühneuzeitlichen Deutschland. Textversikel und Melodietyp. Amsterdam 1997, ISBN 90-420-0394-4.
- Fliegenmarsch oder Der Tag, an dem die Eifelrepublik gegründet wurde. Mechernich 1999, ISBN 3-00-005457-X.
- Die Ritter der Hohen Burgen. Die Reise beginnt. Mechernich 2005, OCLC 1073931357.